# میهران بوغوسیان
میهران سورنی پوغوسیان (ارمنی: Միհրան Սուրենի Պողոսյան؛ زادهٔ ۲۹ مهٔ ۱۹۷۶) اقتصاددان، کارآفرین، نظامی و سیاستمدار اهل ارمنستان است. که از تاریخ تا تاریخ سمت نماینده دوره ششم مجلس ملی جمهوری ارمنستان را برعهده داشت.

## زندگی‌نامه
وی در ۲۹ مهٔ ۱۹۷۶ در ایروان به دنیا آمد و از سال ۱۹۹۳ تا ۱۹۹۸ در رشته اقتصاد در دانشگاه دولتی ایروان و از سال ۲۰۰۴ تا ۲۰۰۶ در رشته حقوق در دانشگاه بین‌المللی در مسکو تحصیل نمود. وی جوانتر شهروند جمهوری ارمنستان بوده‌است که به درجه سرلشکر مفتخر شده‌است. وی با کارینه مخیتاریان ازدواج نمود و صاحب سه فرزند است.

## یادداشت
1. ↑  Major-General of Justice and Chief Compulsory Enforcement Officer